# Montromant
Montromant település Franciaországban, Rhône megyében. Lakosainak száma 447 fő (2022. január 1.). Montromant Courzieu, Saint-Genis-l'Argentière, Saint-Martin-en-Haut, Yzeron és Duerne községekkel határos.

## Népesség
A település népességének változása:
| Lakosok száma | 439  | 451  | 466  | 456  | 452  | 445  | 445  | 446  | 447  |
|               | 2013 | 2015 | 2016 | 2017 | 2018 | 2019 | 2020 | 2021 | 2022 |